# Feria de Cantón
La Feria de Cantón es una feria comercial efectuada cada año durante las temporadas de primavera y otoño en Cantón, China. Fue inaugurada en abril de 1957.
Su nombre completo desde el 2007 es Feria de Importación y Exportación de China (中国进出口商品交易会), ya que antes solía llamarse Feria de Exportación de Mercancía China (中国出口商品交易会), también conocida como La Feria de Cantón (广州交易会).
La Feria de Cantón es presentada por el Ministerio de Comercio de China y el Gobierno Popular de la Provincia de Cantón, además es organizada por el Centro de Comercio Extranjero de China.
Es la feria comercial más grande en China, con la mayor y más amplia variedad de productos, mayor cantidad de personas asistentes y la realización del mayor número de acuerdos de negocios. Como muchas ferias comerciales, tiene muchas tradiciones y funciones al representar un evento de gran importancia internacional.

## Realización
La feria se realiza en dos temporadas de 3 fases cada una. En cada fase se presenta diferentes tipos de industrias:
| Fase   | Temporada de primavera | Temporada de otoño           | Tipo de industria |
| ------ | ---------------------- | ---------------------------- | --- |
| Fase 1 | 15-19 de abril         | 15-19 de octubre             | Electrónicos, electrodomésticos, maquinaria, equipo de iluminación, ferretería y herramientas, vehículos y repuestos, materiales de construcción, productos químicos. |
| Fase 2 | 23-27 de abril         | 23-27 de octubre             | Productos de consumo, decoración, regalos. |
| Fase 3 | 1-5 de mayo            | 31 de octubre-5 de noviembre | Textiles y prendas, zapatos, artículos de oficina, maletines y bolsos, productos recreacionales, medicinas, dispositivos médicos y productos de salud.                |

La misma se halla localizada en el complejo de la Feria de Importación y Exportación de China (isla Pazhou), carretera 380 de Yuejiangzhong, distrito de Haizhu, Cantón 510335, en un espacio de exhibición aproximado de 1 125 000 m².

## Objetivo y participantes

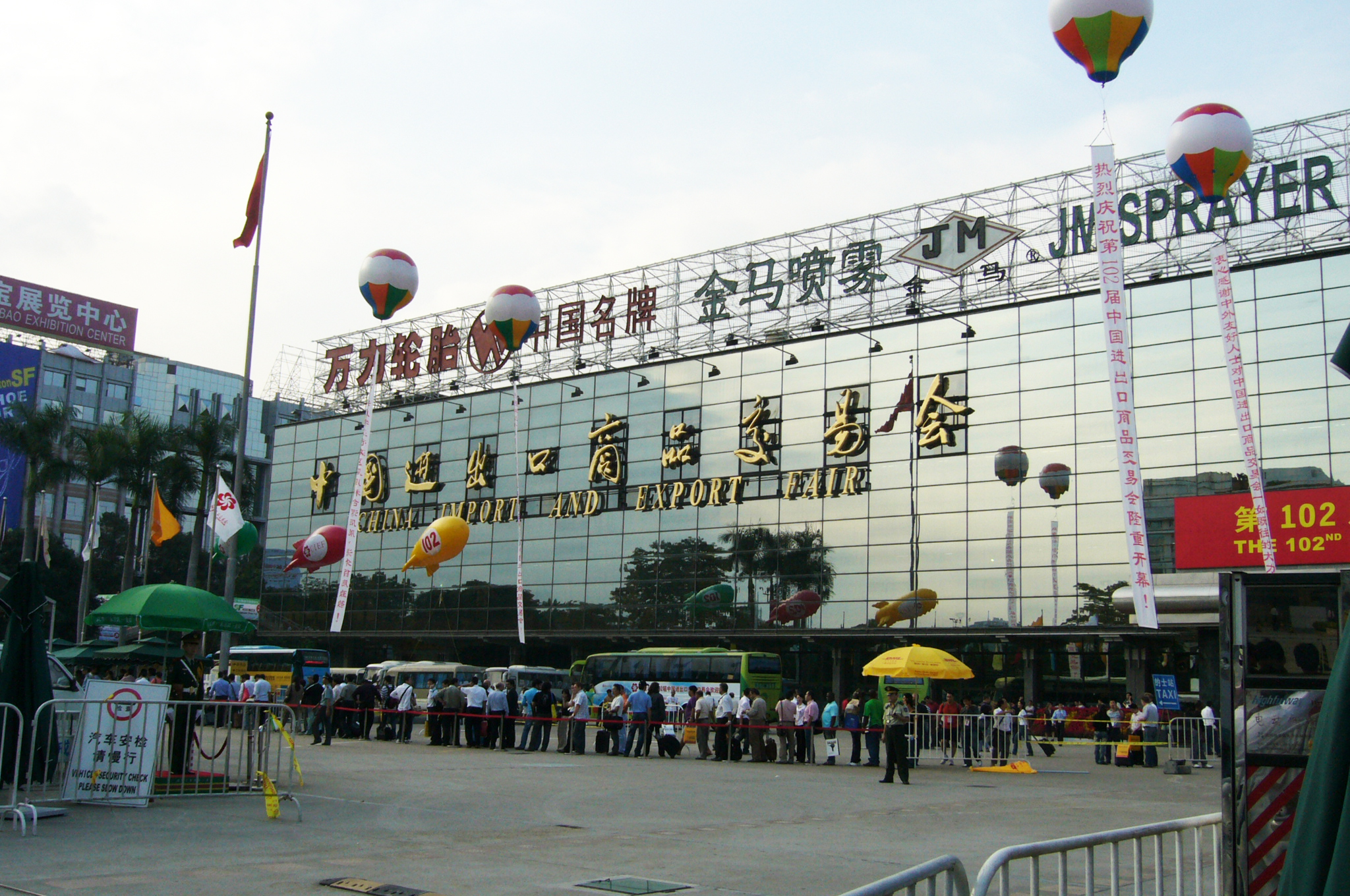
Complejo Liuhua, ubicado en Yuexiu.

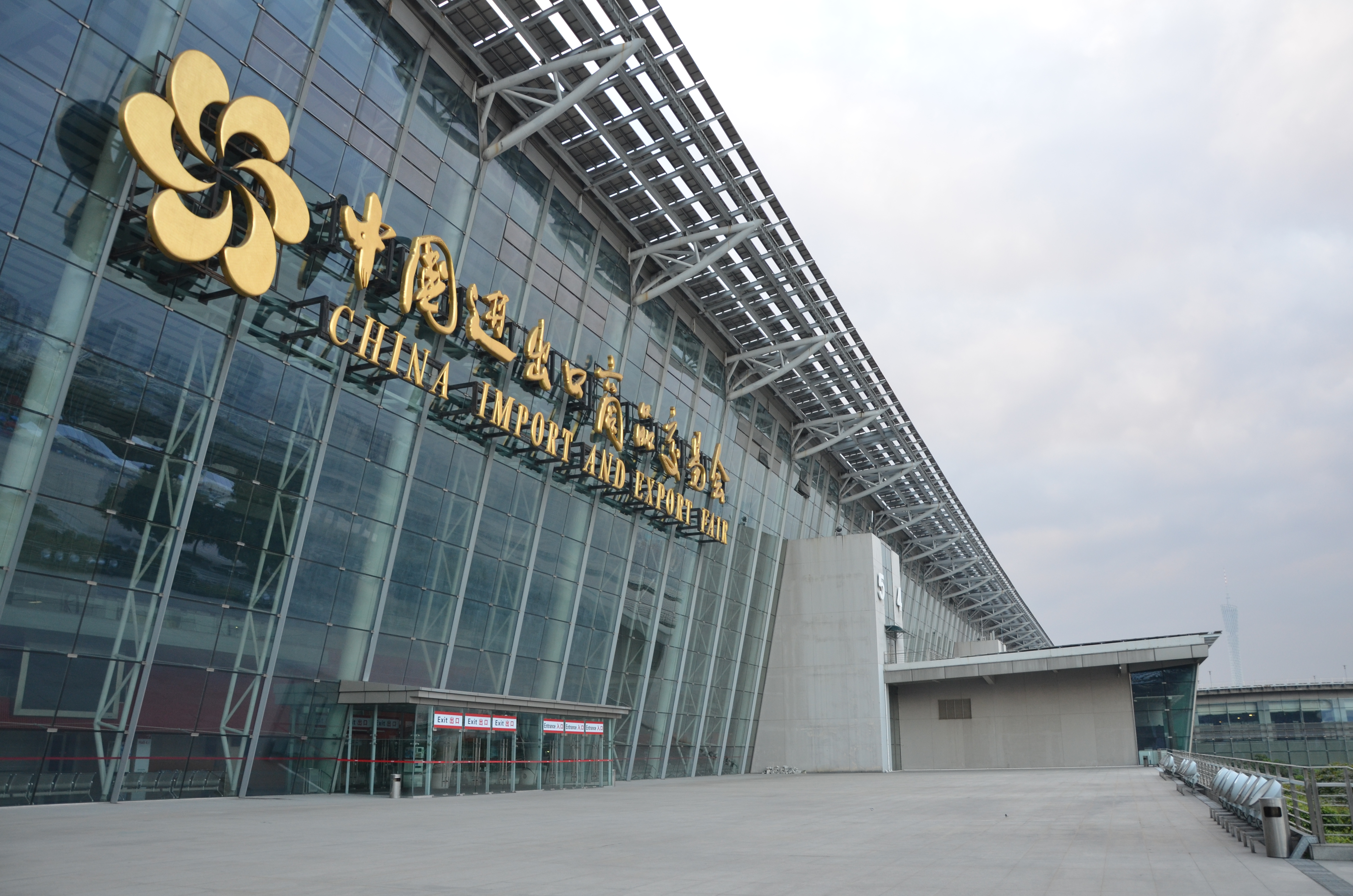
El nuevo Complejo de la Feria de Cantón en la isla Pazhou, Haizhu.

La mayor inclinación de la feria es la exportación comercial, aunque también se realizan acuerdos de importación. Además de lo mencionado anteriormente, también es común que se realicen diversos tipos de actividades empresariales tales como intercambios y cooperaciones económicas y tecnológicas, inspecciones de mercancía, junto con actividades relacionadas con seguros, transporte, publicidad y consultoría empresarial.
Forman parte de esta feria cincuenta categorías de productos de cientos de las mejores corporaciones y empresas comerciales en China; esto incluye empresas privadas, fábricas, instituciones de investigación científica, empresas completamente extranjeras y compañías de comercio extranjero. 
Para tener una referencia, en la temporada 103 hubo 203 países y regiones comerciales presentes, y en la temporada 105 hubo 165 436 visitantes, más de 22 000 exhibidores (con 21 0709 chinos y 395 internacionales), más de 55 800 casetas de exhibición, más de 150 000 productos exhibidos y 262,3 millones de USD en volumen de ventas.